# Marc Cecili Metel (cònsol)
Marc Cecili Metel (en llatí Marcus Caecilius Q. F. Q. N. Metellus) va ser un magistrat romà.
Era fill de Quintus Caecilius Q. F. L. N. Metellus Macedonicus i germà de Luci Cecili Metel Diademat, Gai Cecili Metel Caprari i Quint Cecili Metel Baleàric.
Va ser cònsol l'any 115 aC junt amb Marc Emili Escaure, just l'any en què va morir el seu pare. El 114 aC va ser enviat com a procònsol a Sardenya per reprimir una revolta a l'illa. Va obtenir la victòria, per la qual li van concedir els honors del triomf (113 aC) al mateix temps que al seu germà Caprari, que havia obtingut diverses victòries a Tràcia.